# Sphenodillo agnostos
Sphenodillo agnostos är en kräftdjursart som beskrevs av Lewis1998. Sphenodillo agnostos ingår i släktet Sphenodillo och familjen Armadillidae. Inga underarter finns listade i Catalogue of Life.